# 高斯环形山
高斯环形山(Gauss)是月球正面东北部一座古老的巨大撞击坑，形成于酒海纪，其名称取自德国数学家、工程师、物理学家、天文学家及测量学家卡尔·弗里德里希·高斯(1777年-1855年)，1935年被国际天文联合会批准接受。

## 描述

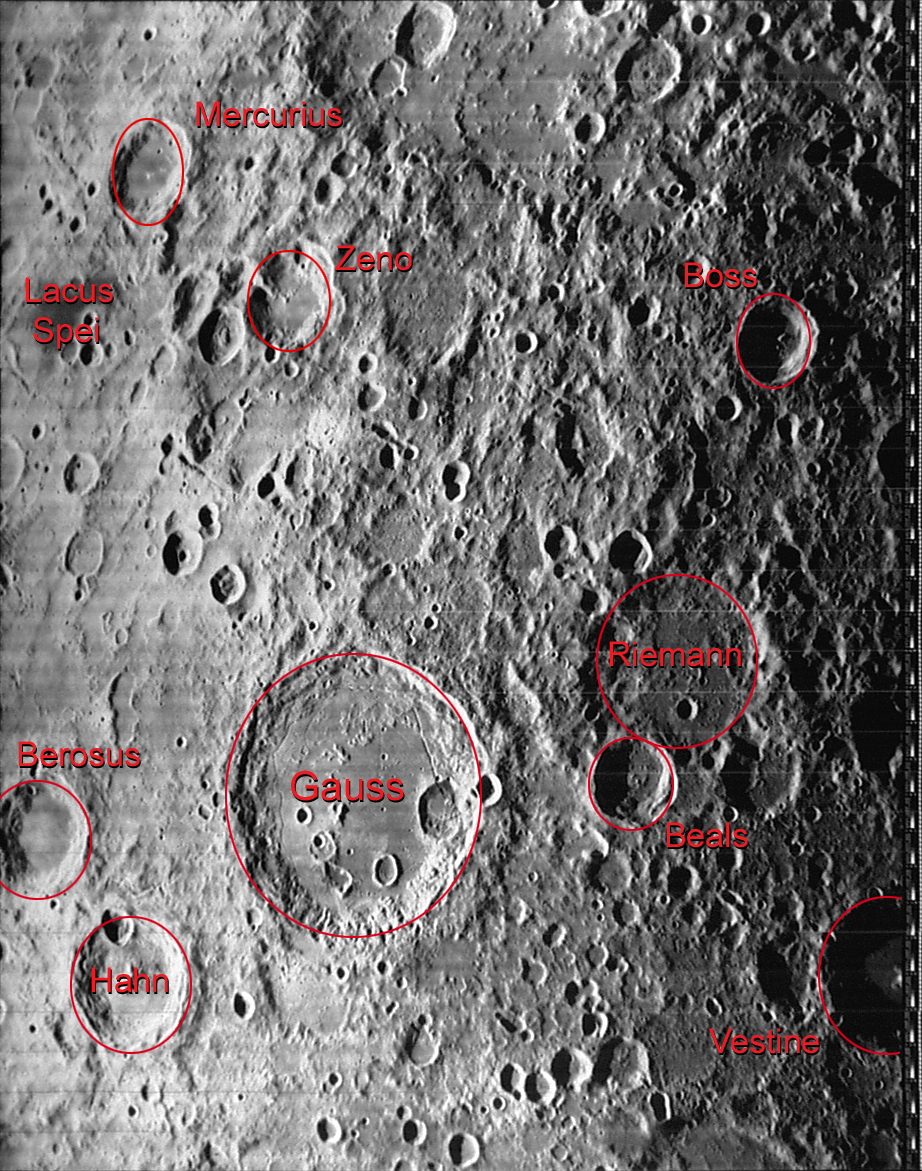
高斯环形山的周边，月球轨道器4号拍摄的图像。

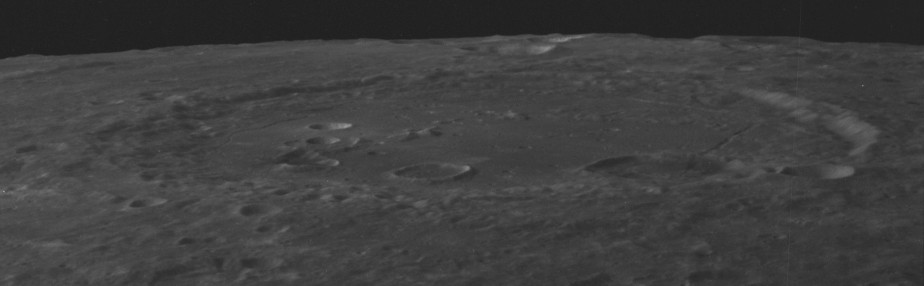
阿波罗14号拍摄的高斯环形山

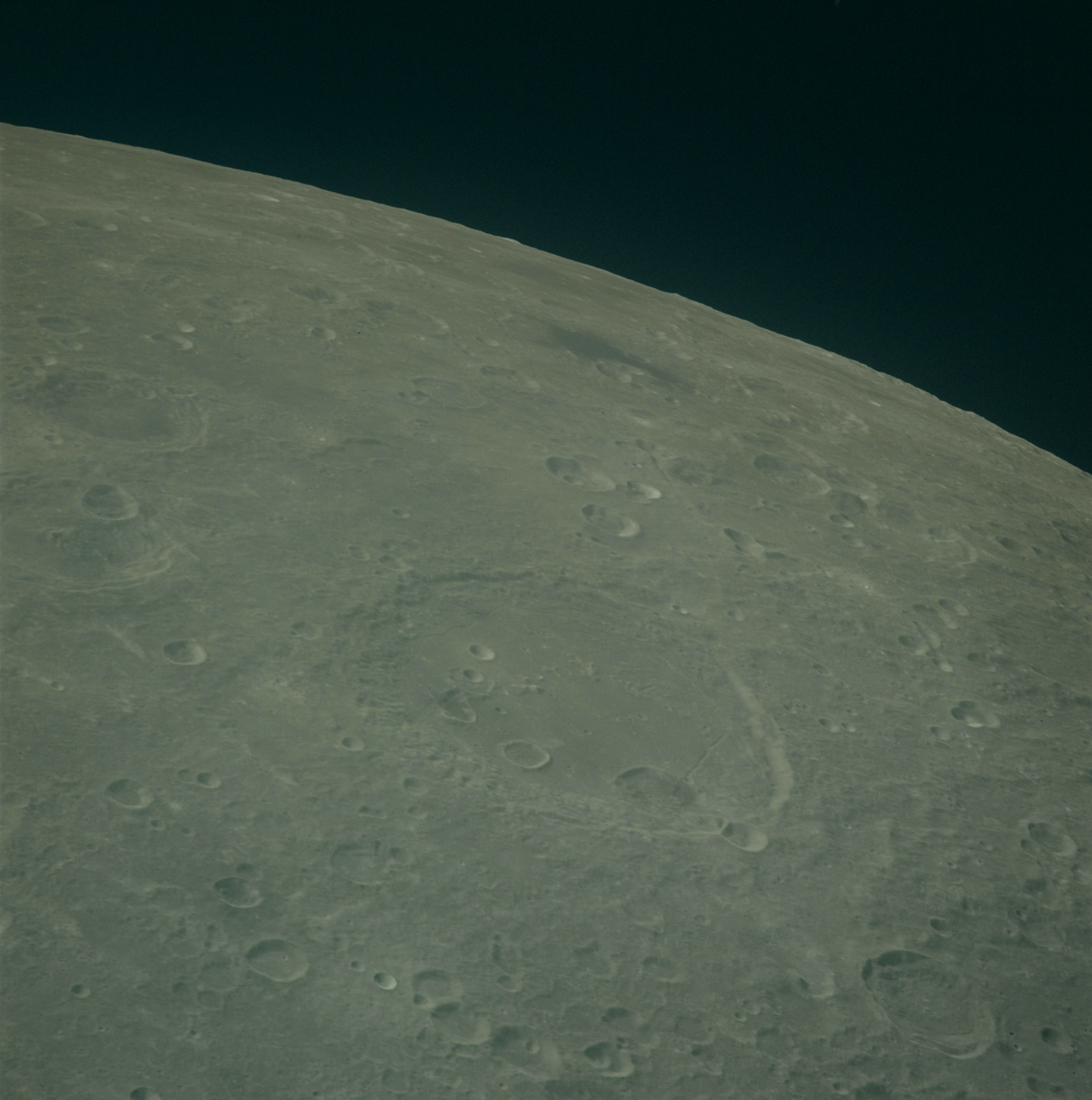
高斯环形山(中下方)的希望湖(靠近地平线的幽暗区)

高斯环形山属于"环壁平原"(walled plain)的月貌类型，这意味着它的直径至少达到110公里，且地表略凹，没有或只有很少的中央山丘。由于其特殊的位置，从地球看因透视原因，该环形山大幅度变小。此外，它的能见度也受到月球摄动的影响。
高斯环形山西北毗邻芝诺环形山、西南为成对的哈恩环形山和贝罗索斯环形山；东侧从北至南分别坐落着刘易斯·博斯环形山、黎曼环形山、比尔斯环形山、瑞利环形山及尤里陨石坑；正南则横亘着塞内卡陨石坑。
该陨中心月面坐标为36°01′N 79°05′E / 36.01°N 79.08°E，直径170.72公里，
深度2.64公里。
高斯环形山呈多边形状，由于存续时间长而侵蚀严重。北半部边缘保存完整，外形清晰，但南半部边缘明显损毁并被切割出众多纵向凹槽。陨坑西北内壁呈阶地结构，而东北内壁则显示有崩塌下滑的现象。陨坑壁平均高出周边地区1860米。坑底地表相当平坦，分布有一些大小不同的撞击坑痕迹，其中较大的卫星坑"高斯 E"、"高斯 F"、"高斯 G"位于坑内西南部，"高斯 W"位于东南，而"高斯 B"则坐落在坑底东部，它的东北是横跨在东侧边缘上更小的"高斯 A"。坑内地表上，特别是东部和西北部分布着数道明显的裂缝；一道山脊线从南到北穿过整个陨坑表面。

## 图集

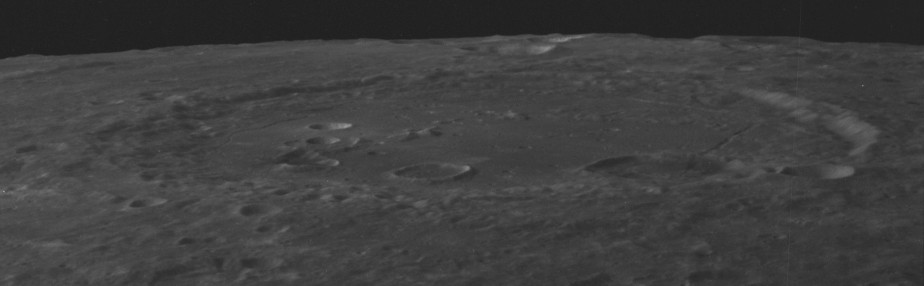
阿波罗14号拍摄的高斯环形山
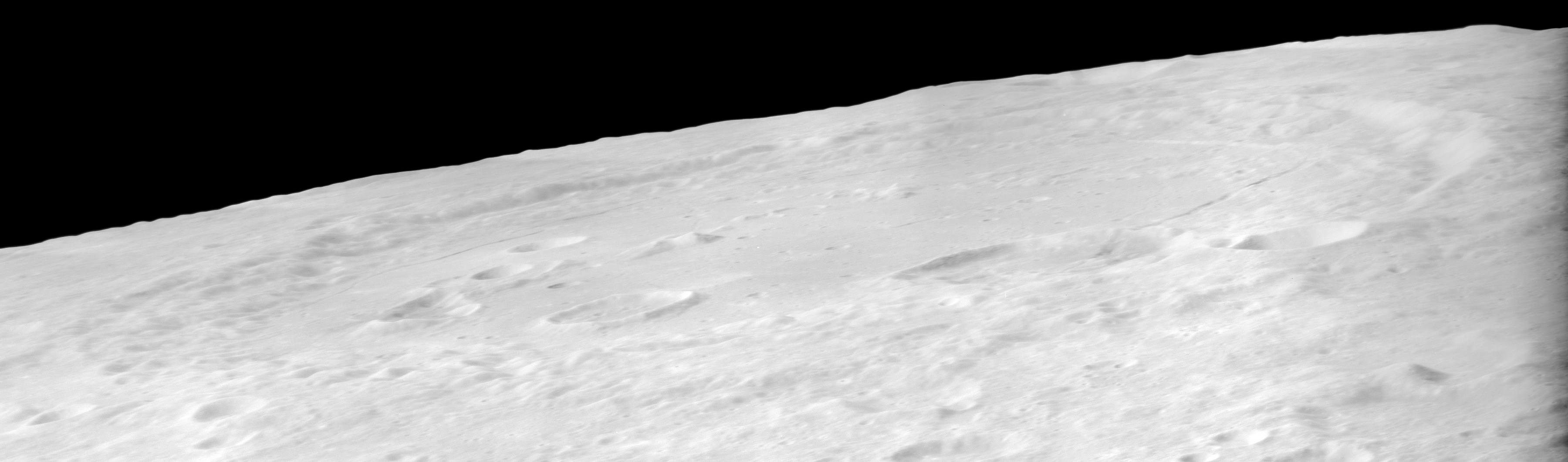
阿波罗16号拍摄的高斯环形山

## 卫星环形山
按惯例，在月面图上以字母标示在以下靠近高斯的卫星环形山中心点的一侧：

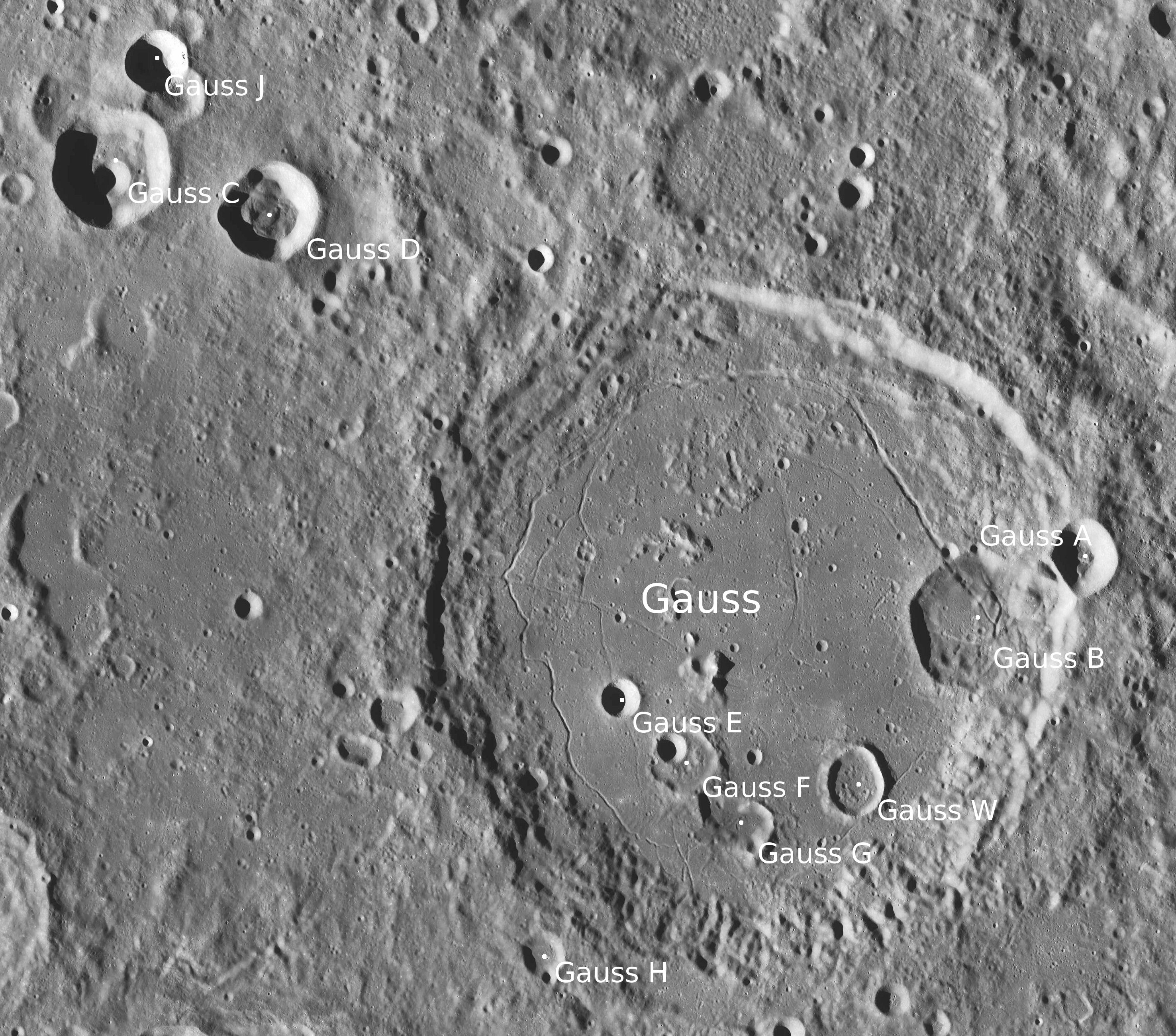
月球勘测轨道飞行器拍摄

| 高斯 | 纬度    | 经度    | 直径   |
| ---- | ------- | ------- | ------ |
| A    | 36.5° N | 82.7° E | 18公里 |
| B    | 35.9° N | 81.2° E | 37公里 |
| C    | 39.7° N | 72.1° E | 29公里 |
| D    | 39.3° N | 73.8° E | 24公里 |
| E    | 35.3° N | 77.6° E | 8公里  |
| F    | 34.8° N | 78.3° E | 20公里 |
| G    | 34.2° N | 78.6° E | 18公里 |
| H    | 33.2° N | 77.1° E | 11公里 |
| J    | 40.6° N | 72.6° E | 14公里 |
| W    | 34.5° N | 80.2° E | 18公里 |

- 卫星坑"高斯 B"形成于酒海纪[1]；
- 卫星坑"高斯 C"形成于晚雨海世[1]。

## 另请参阅
- Andersson, L. E.; Whitaker, E. A. . NASA RP-1097. 1982.
- Blue, Jennifer. . USGS. July 25, 2007  [2007-08-05]. （原始内容存档于2012-04-12）.
- Bussey, B.; Spudis, P. . New York: Cambridge University Press. 2004. ISBN 978-0-521-81528-4.
- Cocks, Elijah E.; Cocks, Josiah C. . Tudor Publishers. 1995. ISBN 978-0-936389-27-1.
- McDowell, Jonathan. . Jonathan's Space Report. July 15, 2007  [2007-10-24]. （原始内容存档于2012-02-08）.
- D. H. Menzel, M. Minnaert, B. Levin, A. Dollfus, B. Bell. . Space Science Reviews. 1971-06-01, 12 (2): 136–186  [2018-04-02]. ISSN 0038-6308. doi:10.1007/bf00171763. （原始内容存档于2021-01-26） （英语）.
- Moore, Patrick. . Sterling Publishing Co. 2001. ISBN 978-0-304-35469-6.
- Price, Fred W. . Cambridge University Press. 1988. ISBN 978-0-521-33500-3.
- Rükl, Antonín. . Kalmbach Books. 1990. ISBN 978-0-913135-17-4.
- Webb, Rev. T. W.  6th revision. Dover. 1962. ISBN 978-0-486-20917-3.
- Whitaker, Ewen A. . Cambridge University Press. 1999. ISBN 978-0-521-62248-6.
- Wlasuk, Peter T. . Springer. 2000. ISBN 978-1-85233-193-1.